# Attila (Comic)
Attila ist eine Comicserie von Derib (= Claude de Ribaupierre) und Maurice Rosy, die zunächst im französischen Original im Magazin Spirou und später auch in Deutschland erschienen ist.

## Die Serie
Das Ungewöhnliche an dieser Serie ist, dass es sich bei der Hauptfigur um einen sprechenden Hund namens Attila handelt, welcher dank wissenschaftlicher Forschung über menschliche Intelligenz (und Verhaltensweisen) verfügt. Die Handlung spielt in der Schweiz (Bastei: Käsonien) und dreht sich zunächst um Aktivitäten des Militärs, welches die Experimente finanziert hat, durch die Attila seine Intelligenz erlangte. Später werden kriminelle Machenschaften um die Reichtümer des Schlosses Arvange und seines jungen Besitzers Oliver Kern der Serie.
Sind die ersten drei Geschichten noch einfache Detektivgeschichten – mit dem phantastischen Element des sprechenden Hundes –, entwickelt sich die vierte Geschichte zu einem eigenwilligen Abenteuer mit Aspekten von Magie (Zauberbücher) und Science Fiction (Flug zu einem unbekannten Planeten hinter dem Mond). Eine im Schlussbild angekündigte Erklärung in Folgegeschichten ist unterblieben. Eine fünfte albenlange Episode, Bak et Flak étonnent Attila, erschien zwar 1987 nach einem älteren Szenario von Rosy und Kornblum im Spirou-Magazin, wurde aber nicht mehr von Derib, sondern Didgé gezeichnet und ist nicht in der offiziellen Album-Serie erschienen.
Zusätzlich hat Derib neben den vier offiziellen Bänden noch zwei Kurzgeschichten für die Serie angefertigt.

## Figuren der Serie
Attila, die namensgebende Hauptfigur, ist ein unter vielen anderen ausgewählter Hund, dessen Talente, Fähigkeiten, Reflexe usw. weiterentwickelt wurden und dem man als wichtigste Fähigkeit die Sprache und menschliche „gute Umgangsformen“ beigebracht hat. Er fährt schnelle Autos, steuert Flugzeuge und raucht im Morgenrock gerne mal eine Zigarre. Seine Vorgesetzten halten ihn für undiszipliniert: Bereits zu Beginn des ersten Abenteuers setzt er sich von der Truppe ab, und nach erledigtem Auftrag fliegt er mit dem Flugzeug unerlaubt in den Urlaub.
Herr Plätzli (frz. Bourrillon, Bastei: Emile) führt zunächst ein Hundehotel, wird dann von Attila als „Herrchen“ zur Tarnung rekrutiert. Als treuer Bürger dient er seinem Land willig, wenngleich er sich auch immer wieder als tollpatschig erweist: Bei einem mutigen Rettungsversuch Attilas verfolgt er die Gangster, übergibt ihnen aber bald eine geheime Akte, weil er sich von deren falschen Uniformen täuschen lässt (Album 1). Die Tarnung als Fotograf fliegt wegen seiner Ungeschicklichkeit fast auf (Album 2). Zu jeder Situation hat er eine Anekdote parat, die aber keiner zu Ende hören möchte. Nach den Erlebnissen im Schloss wird er Vormund des kleinen Erben.
Oliver (frz. Odée comte de Fée; Bastei: Tommy) ist ein kleiner Junge, der als Erbe eines Schlosses unter Vormundschaft steht. Nach dem Flugzeugabsturz von Attila (Album 2) entdeckt er, dass der Hund sprechen kann und wird schnell zum Verbündeten bei der Untersuchung der nächtlichen Vorkommnisse im Schloss. Nach Auffinden des Schatzes seiner Vorfahren soll er entführt werden (Album 3), was die Helden vereiteln können. Später findet Oliver im Schloss weitere geheime Räume und noch geheimnisvollere Erfindungen (Album 4).
Der griesgrämige, skrupellose und strenge Vormund von Oliver, Herr Grieslich, (frz. Grismouron, Bastei: Herr Sauerbein) entpuppt sich als gieriger Schatzsucher (Album 2) und schreckt auch vor Entführung (Album 3) nicht zurück. Trotzdem ist er am Ende der Geschichten nie der eigentliche Bösewicht, sondern nur Helfershelfer eines zuvor unbekannt gebliebenen Bosses.
Z 14 ist ein weiterer sprechender Hund, der zum Schutz des kleinen Oliver abkommandiert ist  (Album 3), im Gegensatz zu Attila allerdings von ziviler Seite ausgebildet wurde. Sein Mentor ist Professor Seiler (Bastei: Professor Helle, Salleck: Professor Kennich), ein bekannter Wissenschaftler, der mit Oliver die futuristischen Gerätschaften im 4. Album studiert.
Rudi und Locke (frz. Labouf et Larazé, Bastei: Jack und Platte) sind zwei ungeschickte Miet-Ganoven, die zunächst für einen Spion (Album 1), später für einen machtgierigen Wissenschaftler tätig sind (Album 4).  Rudis besondere Eigenschaft: Er ist immer hungrig; seine Gedanken und Bemerkungen haben meist mit Essen zu tun. Lockes Name ist ironisch, denn er ist völlig kahl.

## Veröffentlichungen
- 1972 erschienen die ersten drei albenlangen Geschichten in der Reihe Bastei Comic beim Bastei-Verlag unter dem Titel Attila der Meisterdetektiv. (Diese Ausgaben gehören zu den ersten kartonierten Albenausgaben in Deutschland)
- 1981–1983 erschienen die vier albenlangen Geschichten beim Carlsen-Verlag in überarbeiteter, handgeletterter Version als Reihe Attilas Abenteuer (weißer Buchrücken, Verlagsnummern 01281 bis 01284).
- 2017 erschien im Salleck Verlag eine Gesamtausgabe, welche das gesamte von Derib angefertigte Material (alle vier Bände und zwei Kurzgeschichten) neben viel Bonusmaterial enthält. Der nicht von Derib stammende fünfte Band ist nicht enthalten.

## Titelübersicht
Album 1. Un metiér de chien  [44 Seiten]
- Frz. Erstveröffentlichung im Magazin Spirou 1531 (17. August 1967) bis 1551 (4. Januar 1968) -
- Frz. Albumausgabe 1969 -
- Dt. Albumausgabe Kennwort: Goldene Nase (Bastei Comic 1, 1972) -
- Dt. Albumausgabe So ein Hundeleben (Album 1, 1981, ISBN 3-551-01281-4).
- Dt. Gesamtausgabe Ein Agent mit Biss (Salleck Publications, 2017, ISBN 978-3-89908-625-6)

Album 2. Attila au château  [44 Seiten]
- Frz. Erstveröffentlichung im Magazin Spirou 1574 (13. Juni 1968) bis 1595 (7. November 1968) -
- Frz. Albumausgabe 1969 -
- Dt. Albumausgabe Unternehmen Schloßgespenst (Bastei Comic 3, 1972) -
- Dt. Albumausgabe Attila und der Schloßgeist (Album 2, 1981, ISBN 3-551-01282-2).
- Dt. Gesamtausgabe Attila und das Geheimnis im Schloss (Salleck Publications, 2017, ISBN 978-3-89908-625-6)

Kurzgeschichte 1. Le réveillon d'Attila  [8 Seiten]
- Frz. Erstveröffentlichung im Magazin Spirou 1601 (19. Dezember 1968)
- Dt. Gesamtausgabe (Salleck Publications, 2017, ISBN 978-3-89908-625-6)

Album 3. Attila et le mystère Z 14  [44 Seiten]
- Frz. Erstveröffentlichung im Magazin Spirou 1655 (1. Januar 1970) bis 1675 (21. Mai 1970) -
- Frz. Albumausgabe 1971 -
- Dt. Albumausgabe Das Geheimnis von Z 14 (Bastei Comic 5, 1972) -
- Dt. Albumausgabe Wer ist Z 14? (Album 3, 1982, ISBN 3-551-01283-0).
- Dt. Gesamtausgabe Der mysteriöse Z 14 (Salleck Publications, 2017, ISBN 978-3-89908-625-6)

Kurzgeschichte 2. (Ohne Titel [33])  [2 Seiten]
- Frz. Erstveröffentlichung im Magazin Spirou 1682 (9. Juli 1970)
- Dt. Gesamtausgabe (Salleck Publications, 2017, ISBN 978-3-89908-625-6)

Album 4. La merveilleuse surprise d'Odée  [44 Seiten]
- Frz. Erstveröffentlichung im Magazin Spirou 1816 (1. Februar 1973) bis 1834 (7. Juni 1973) -
- Frz. Albumausgabe 1974 -
- Dt. Albumausgabe Ein Hund geht in die Luft (Album 4, 1983, ISBN 3-551-01284-9).
- Dt. Gesamtausgabe Olivers wunderbare Überraschung (Salleck Publications, 2017, ISBN 978-3-89908-625-6)